# Stenopelmatus toltecus
Stenopelmatus toltecus is een rechtvleugelig insect uit de familie Stenopelmatidae. De wetenschappelijke naam van deze soort is voor het eerst geldig gepubliceerd in 1862 door Saussure.